# Granträsket (Arvidsjaur west)
Granträsket, Samisch: Guossure, groot moerasmeer, is een meer in Zweden, in de gemeente Arvidsjaur. De Granträskån stroomt het meer uit. Het meer ligt op 430 meter boven de zeespiegel.